# 都市流行 (雜誌)

都市流行，英文譯名Metro Pop，是香港一本關於流行文化時尚的免費雜誌，為都市日報旗下刊物，除假期外的逢星期四傍晚約七時正在港鐵市區線的車站內派發。由2018年5月3日開始, 都市流行停止港鐵站內派發, 改為街上派發。
因改版關係，2019年1月3日罕有地停刊一期，但官方網頁及Facebook都沒有公佈，只在上一期雜誌內及都市日報公佈，令不少讀者撲空一場。
由2019年4月起改為月刊，只會於每月第一個星期四傍晚19:00派發。
由2020年5月起，改為每月第一個星期四下午12:30派發陪你Lunch，派發地點詳情可瀏覽 www.metropop.com.hk/distribution
更建立了會員儲分計劃，於Pop Store儲分換禮物 (www.popstore.hk)、另有多款綠色產品可選購，詳情可到 www.popstore.com/綠色生活
由2020年10月8日起，改為逢星期四下午12:30派發陪你Lunch，派發地點詳情可瀏覽 www.metropop.com.hk/distribution